# Carlos Lissón Beingolea
Carlos Ismael Lissón Beingolea, o simplemente Carlos I. Lissón,  (Lima, 17 de septiembre de 1868-Lima, 18 de marzo de 1947) fue un geólogo, paleontólogo, docente universitario e ingeniero de minas peruano. Es conocido por ser el autor de una serie de obras que sentaron las bases de la geología y la paleontología peruanas, lo que llevó a que sea considerado «el padre de la geología peruana».

## Biografía
Fue hijo del maestro y escritor Carlos L. Lissón (1823-1891).
Cursó sus estudios escolares en el colegio de Agustín T. Whilar y en el Colegio Nacional Nuestra Señora de Guadalupe (Lima). Al terminar sus estudios secundarios se matriculó en la Escuela Nacional de Ingenieros, donde se tituló de ingeniero de minas (1894). Luego ingresó a la Facultad de Ciencias de la Universidad Mayor de San Marcos, donde se graduó de doctor en ciencias físicas, con una tesis sobre «El género Lenticeras» (1908).
Fue profesor de diversas materias en la Escuela de Ingenieros (1897-1935), así como catedrático de Geología y Paleontología en la Universidad de San Marcos (1918-1932).
Fue el impulsor de la fundación de la Sociedad Geológica del Perú en 1924, siendo su primer presidente.
En 1930 ocupó accidentalmente el cargo de rector de la Universidad de San Marcos, por ser el docente de mayor antigüedad. Asimismo, fue director de la Escuela de Ingenieros.
También fue director de los museos de geología y paleontología de la Facultad de Ciencias de San Marcos; conservador del Museo Mineralógico de la Escuela de Ingenieros; miembro del consejo directivo de la Sociedad Geográfica de Lima; y miembro de la Sociedad Geográfica de Londres, la Sociedad Geológica de Francia, la Sociedad Geográfica Estadounidense y Sociedad Geológica Alemana.

## Aportes
Fue el iniciador de los estudios litológicos en el Perú (y quizás en toda América Latina), pese a la falta de instrumentos científicos y de material bibliográfico como punto de partida. Aun así, realizó contribuciones valiosas en geología y paleontología, que sentaron las bases de dichas ciencias en el Perú.
Reconoció como su maestro a Antonio Raimondi y colaboró con el sabio alemán Gustav Steinmann en sus estudios geológicos de la cordillera andina, que se plasmó en la obra de dicho autor titulada Geología del Perú.
Cabe destacar entre sus investigaciones, aquella que trata sobre la formación del territorio peruano (originalmente reducido a la primitiva Cordillera de la Costa) y su conclusión de que el mar interior de Sudamérica se originó en la era arcaica, sufriendo una disminución progresiva entre la era primaria y la terciaria, llegando a desaparecer en el cuaternario, por el pliegue de los sedimentos acumulados en dicho mar (geosinclinal andino), que dio origen a la cordillera de los Andes.
Su contribución a la paleontología peruana ha sido también fundamental.

Atesoró Lissón un alma límpida, una ejemplar honradez científica, una vida sencilla y modesta y una rara e infatigable continuidad en sus estudios e investigaciones. Una honradez científica que le permitió tan solo hacer afirmaciones basadas en un examen a fondo de los documentos paleontológicos y litológicos y de los hechos observados sobre el terreno. Desdeñó los aspectos prácticos o utilitarios de su profesión; pero sus aportes geológicos sirvieron para una mejor explotación minera y para el aprovechamiento de la riqueza metalúrgica del país.
Jorge Basadre.

## Publicaciones
Entre su vasta producción, son de destacar las siguientes obras:
- La especie en las cantidades indefinidas (1896)
- Curso de Cálculo Infinitesimal (1903)
- Los Tigillites del Salto del Fraile y algunos Sonneratia del Morro Solar (1904)
- Contribución a la geología de Lima y sus alrededores (1907)
- Fósiles del Museo Raimondi (1911)
- Ensayo teórico sobre el levantamiento de los Andes peruanos y estudios de algunas observaciones geológicas que le son anexas (1918)
- Memoria sobre el mapa cronológico del levantamiento de los Andes peruanos (1922-1924)
- Curso de Geología (en dos volúmenes, 1926-1927)
- Edad de los fósiles peruanos y distribución de sus depósitos en la República (1913, 1917, 1924 y 1942), con un Mapa Paleontológico del Perú. A partir de la segunda edición se fue ampliando y corrigiendo a la anterior.